# Gastrotheca dunni
Gastrotheca dunni és una espècie de granota de la família del hemipràctids. Va ser descrit per Bertha Lutz el 1977.
És una espècie molt adaptable que es troba en hàbitats humans com plantacions, terres de cultiu i horts urbans, sempre que hi hagi basses on reproduir-se. Els ous es crien en una bossa a l'esquena de la femella i els capgrossos són transportats després a petits estanys on els capgrossos es desenvolupen encara més.
Viu en boscos nebulosos primaris o secundaris a un altitud de 2000-2700 m al nord del riu Medellín a la part nord de la Cordillera Central, Departament d'Antioquia, Colòmbia.
A la Llista Vermella de la UICN és etiquetat amb risc mínim d'extincio.